# Хорват, Ивица
И́ван (И́вица) Хо́рват (хорв. Ivan "Ivica" Horvat; 16 июля 1926, Сисак — 27 августа 2012) — югославский футболист и футбольный тренер. Выступал на позиции защитника.

## Карьера

### Клубная
Играл в молодёжной академии «Феррарии» с 1940 по 1945 год. С 1945 по 1957 год Хорват играл за загребское «Динамо». В 1957 году он перешёл в «Айнтрахт» из Франкфурта. В 1961 году Хорват закончил карьеру.

### В сборной
За сборную Югославии Хорват провёл 60 матчей в период с 1946 по 1956 год. Он принял участие в чемпионатах мира 1950 и 1954.
Также Хорват играл на Летних Олимпийских играх 1952 в Хельсинки в составе сборной Югославии и выиграл серебряную медаль. В финале югославы проиграли очень сильной в те времена сборной Венгрии.
В четвертьфинале чемпионата мира 1954 югославы проиграли из-за автогола Хорвата. Этот гол был забит на 10 минуте и был самым быстрым голом в свои ворота в истории чемпионатов мира. Только на чемпионате мира 2006 парагваец Карлос Гамарра в матче со сборной Англии отправил мяч в свои ворота на 3 минуте, тем самым установив новый рекорд.

### Тренерская
С 1961 по 1964 год Хорват работал помощником во франкфуртском «Айнтрахте». В 1964 году хорват заменил на посту главного тренера Пауля Оссвальда. Но «Айнтрахт» не сохранил прописку в Бундеслиге и Хорват был уволен в 1965 году.
С загребским «Динамо» он выиграл Кубок Ярмарок 1966/97, обыграв в финале английский «Лидс Юнайтед».
В 1971 году Хорват стал тренером «Шальке 04». С гельзенкирхенским клубом тренер выиграл кубок Германии 1971/72 и стал серебряным призёром Бундеслиги.
В 1975 году Хорват стал тренером эссенского «Рот-Вайсса», где он работал до сентября 1976 года.
В начале сезона 1978/79 Хорват вернулся в «Шальке 04». Но в марте 1979 года он был уволен из-за плохих результатов в чемпионате и поражения в дерби «Бохуму». Тогда Хорват закончил свою тренерскую карьеру.

## Достижения
- Чемпион Югославии (3): 1948, 1954, 1958
- Обладатель Кубка Югославии (1): 1951
- Серебряный призёр Летних Олимпийских игр (1): 1952
- Чемпион Германии (1): 1958/59
- Обладатель Кубка ярмарок (1): 1967/68
- Обладатель Кубка Германии (1): 1972